# Laguna de Uña
La laguna de Uña es una laguna situada en el municipio de Uña, en la provincia de Cuenca, comunidad autónoma de Castilla-La Mancha, España.

## Geología

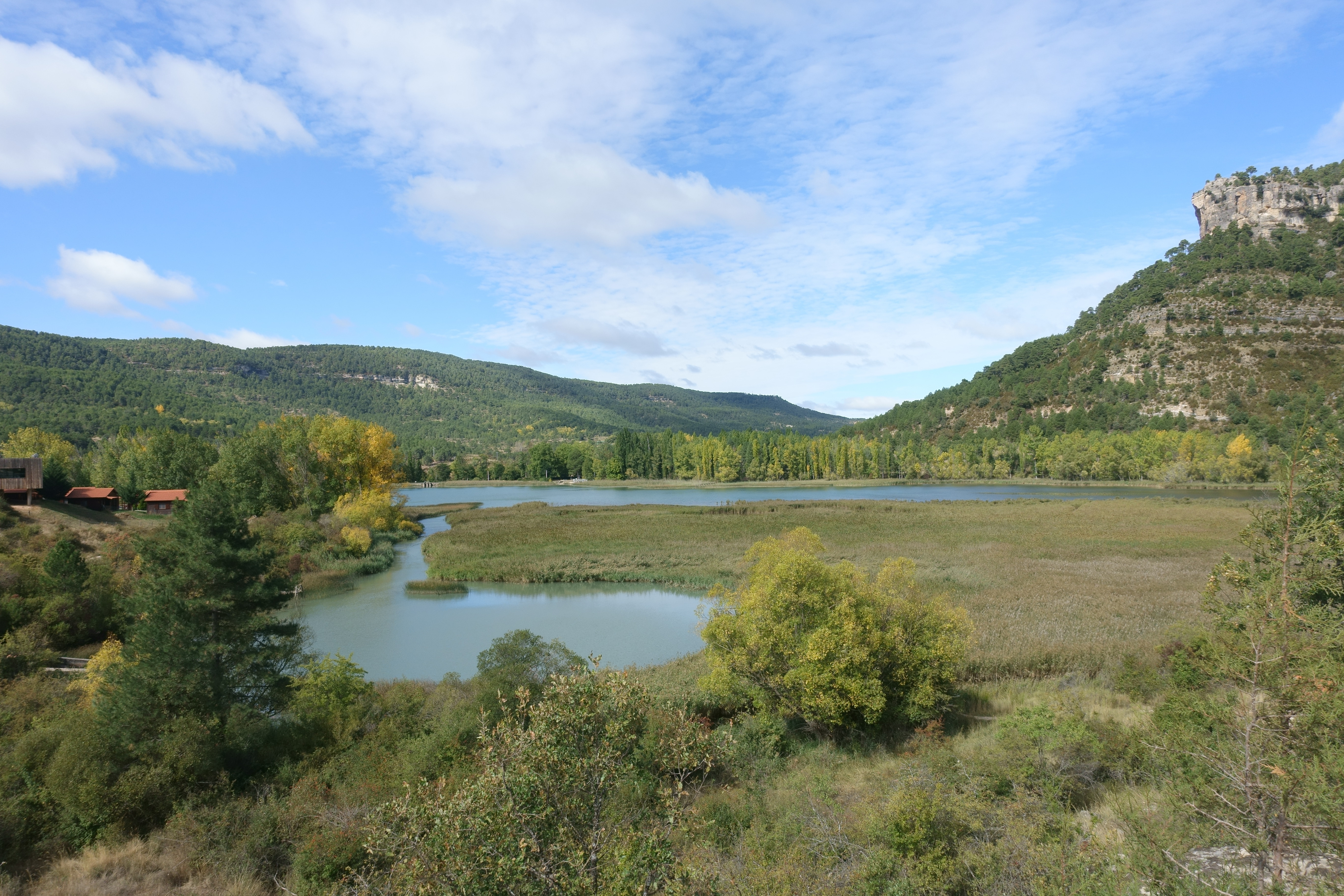
Laguna de Uña.

Está formada por el cierre de un dique fluvial del Arroyo del Rincón, afluente del río Júcar, formando un espacio lagunar. El Arroyo del Rincón llega a la Laguna de Uña tras pasar, primeramente, por la piscifactoría de trucha común de Uña y después, por la Escuela Regional de Pesca Fluvial de la misma localidad.
En la actualidad, la Laguna de Uña forma parte del parque natural Serranía de Cuenca, creado mediante la Ley de la Comunidad Autónoma de Castilla-La Mancha 5/2007.
El dique natural ha sido recrecido artificialmente con el fin de aumentar la capacidad de embalsamiento de la laguna y utilizarse como un depósito de aguas intermedio, que también recibe una parte de su caudal gracias a un canal artificial que abastece de agua desde el cercano embalse de La Toba (río Júcar). Este transvase a la laguna se realiza de forma programada e intermitente y no continuamente. De este modo, la superficie inicial de la laguna (antes de la construcción del dique de hormigón) era de unas 2 o 3 hectáreas, mientras que en la actualidad ronda las 15.
El agua de la Laguna de Uña viaja, posteriormente, por otro canal de unos 15 kilómetros de longitud que recorre los cortados del Júcar hasta un depósito de agua situado junto a la localidad de Villalba de la Sierra, para abastecer las necesidades hídricas de la central hidroeléctrica situada en el paraje conocido como El Salto, en dicho municipio.

## Fauna

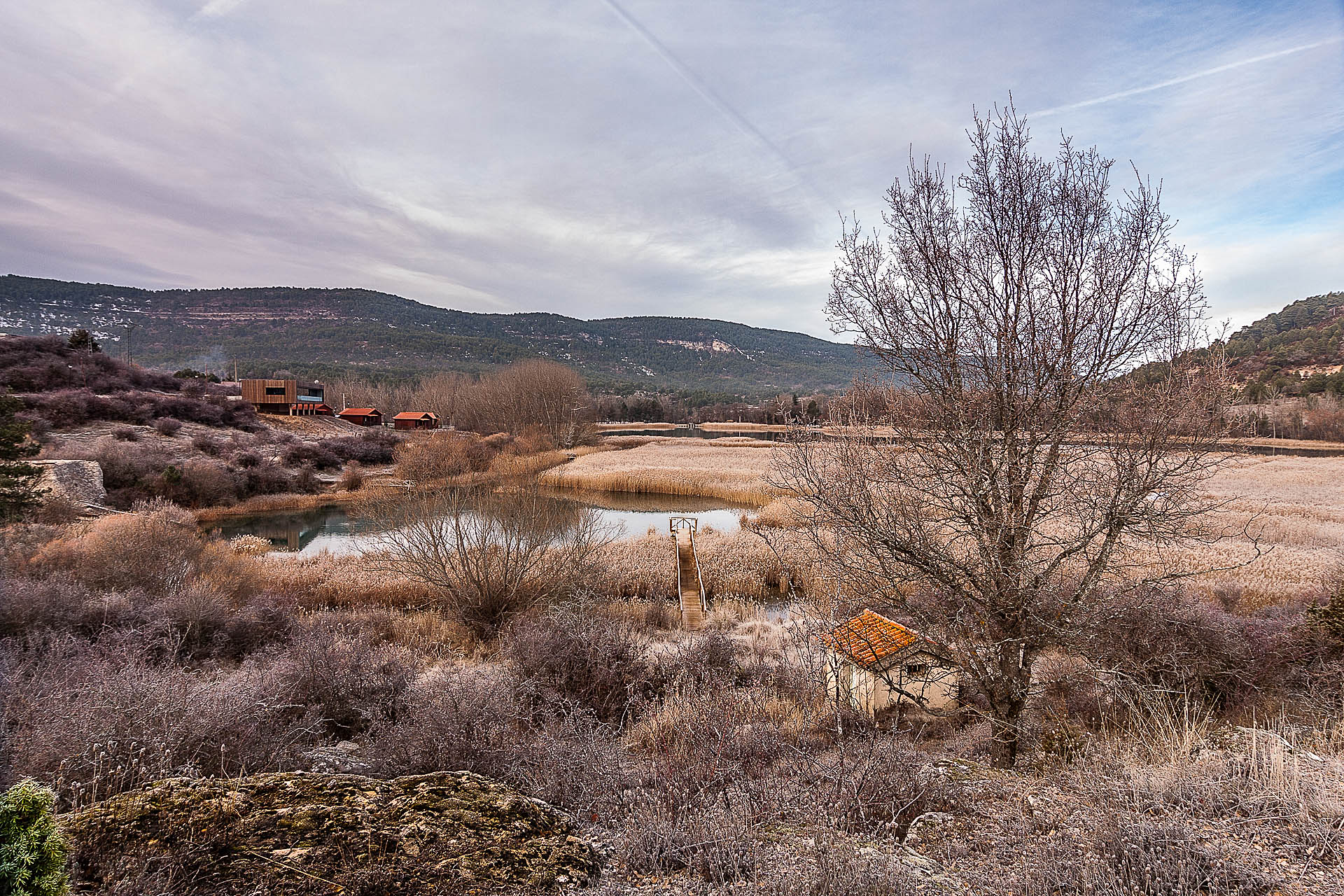
Vista invernal

Hace pocas décadas, la ictiofauna predominante en la Laguna de Uña era la trucha común (Salmo trutta fario), incluyendo ejemplares asalmonados, y la loina (Parachondrostoma arrigonis), especie originalmente endémica de los ríos Júcar y Cabriel. Tras la introducción de especies alóctonas, como la perca sol (Lepomis gibbosus) y el gobio (Gobio gobio), son éstas las que constituyen la principal ictiofauna junto con la carpa común (Cyprinus carpio).
La laguna de Uña también es una importante zona de paso y nidificación de aves acuáticas, existiendo un lugar de observación de las mismas construido por el Ayuntamiento de Uña. Entre las aves que se pueden observar en la laguna a lo largo del año, hay patos, ánades, cigüeñas, cigüeñuelas y pollas de agua, aunque hay que resaltar que en la zona abundan especialmente las rapaces de gran tamaño, especialmente los buitres negros y leonados.
En cuanto a los grandes mamíferos, en los alrededores de la laguna de Uña se pueden encontrar, principalmente, ciervos, gamos, jabalíes y muflones.
Hay que destacar que la laguna de Uña está declarada Refugio de Fauna desde 1988.